# 元帅手乌贼
元帅手乌贼（学名：Chiroteuthis imperator）为手乌贼科手乌贼属的动物。分布于日本、菲律宾群岛、帝汶岛、苏门答腊岛、孟加拉湾、阿拉伯海、阿曼湾，包括南海等海域，生活环境为海水，常见于暖水以及水深超过400米的陆坡区。其生存的海拔范围为-1280至-150米。该物种的模式产地在苏门答腊岛。